# Уборка

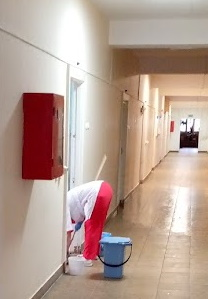
Уборка помещений

Убо́рка (также чи́стка) — комплекс действий, необходимый для обеспечения чистоты в промышленных, коммерческих и бытовых помещениях. Помимо технического обслуживания и аспектов гигиены, она также включает в себя контроль безопасности и порядка, а также улучшения с эстетической точки зрения.

## Уборка промышленная и домашняя

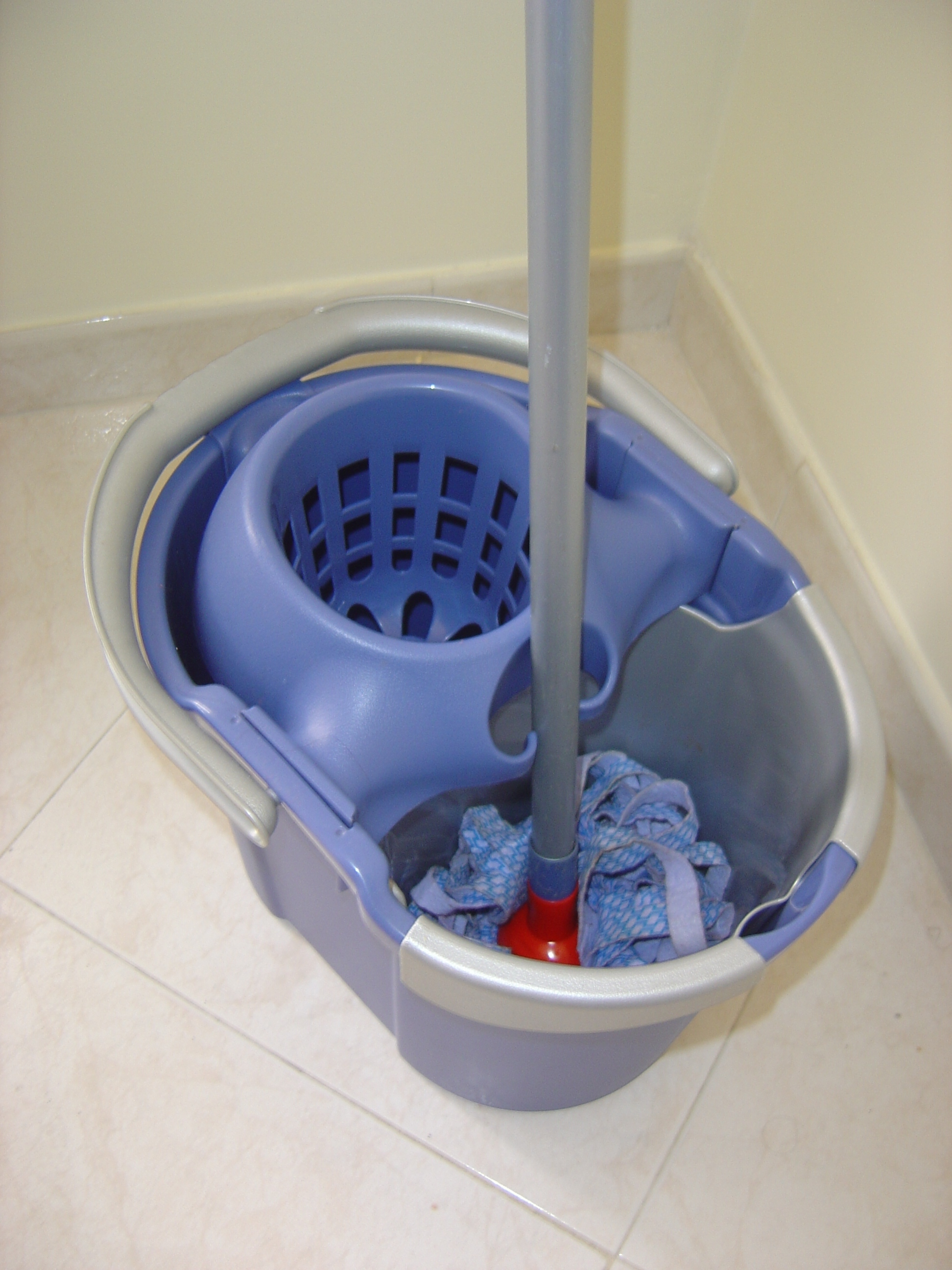
Швабра с ведром для мытья пола

Промышленная уборка подразумевает под собой уборку помещений и территорий организаций. Уборка в организациях может проводится как нанятым персоналом, так и персоналом сторонних клининговых компаний. Такой вид уборки должен соответствовать требованиям санитарных норм, внутренних регламентов организации и утверждённому графику.
Домашняя уборка проводится в частных жилых помещениях или на частной территории. Её цель — обеспечение уровня гигиены, удобства и комфорта жизни частного лица.
Частные лица проводят уборку и поддерживают хозяйство в чистоте силами семьи, домашнего персонала или обращаются за услугами клининговых компаний.

### Основные виды промышленной уборки
Три основных вида промышленной уборки — ежедневная и генеральная уборка, дезинфекция. Промышленная уборка проводится по утверждённым графикам в соответствии с санитарными нормами.
Нормы проведения уборки, требования к качеству и другие регламентирующие аспекты описаны в ГОСТ Р 51870-2014.
- Ежедневная уборка включает в себя уборку в санузлах, очистку корзин для мусора, проветривание, удаление грубых видимых загрязнений, мытьё полов в наиболее используемых помещениях организации.
- Генеральная уборка проводится по графику. Во время генеральной уборки проводят мытьё окон, чистку радиаторов, дверей, мытьё стен, светильников, очистку мягкой мебели и других текстильных поверхностей.
- В организациях, где характер оказываемых услуг требует дезинфекции, — таких как больницы, поликлиники, санатории, дома престарелых, места общественного питания, продовольственные магазины и склады — проводят дезинфекцию в соответствии с графиком, которая может включать в себя также меры по дезинсекции и дератизации.

### Основные виды домашней уборки
Домашняя уборка является одним из видов домашних дел наряду с уходом за одеждой, приготовлением пищи, организацией домашних событий, досуга семьи. Сама по себе уборка в доме включает несколько разных видов деятельности: очистка помещений от пыли и загрязнений, наведение порядка в вещах, разбор и избавление от лишних вещей. В связи с кризисом перепотребления, ускоряющимся ритмом жизни, профессиональной занятостью женщин и большим количеством домашних дел домашняя уборка становится всё более сложным по выполнению процессом.
Это ведёт к росту объёма рынка клининговых услуг в секторе B2C и C2C. Во всех крупных городах России работают многочисленные клининговые компании, предлагающие услуги домашней уборки от пыли и загрязнений. Одной из самых популярных услуг сервиса Youdo является домашняя уборка.
Кроме того, начиная с 1999 года, в мире появляются авторские методы уборки, которые ставят задачу стандартизовать домашнюю уборку, чтобы облегчить жизнь хозяйкам и дать эффективные решения:
- Реактивные хозяйки (англ. Flylady, распространённое русское название — «флайледи») — система, разработанная американской домохозяйкой Марлой Силли (Marla Cilley) на основе собственного опыта управления домом.
- Метод наведения порядка Конмари, разработанный японским организатором пространства, бывшей храмовой служанкой Мари Кондо на основе синтоиского мировоззрения и личного опыта работы в храме.

### Инструменты и средства
Уборка может осуществляться как вручную, так и при помощи механизмов.
Выбор оборудования, техники и моющих средств зависит от типа загрязнений и характеристик загрязнённого объекта. Основным моющим средством является вода. Бытовые моющие средства содержат в качестве основного моющего агента щёлочь или кислоту, кроме того могут содержать дезинфицирующие ингредиенты.
Для нерастворимых в воде загрязнений, таких, как жир или жевательная резинка, применяют чистящие средства, содержащие растворитель. Специальные моющие средства есть для любых материалов и поверхностей.
После уборки применяют меры ухода, такие как полировка деревянных поверхностей или обработка паркета мастикой.
- Полы могут быть очищены сухим способом или помыты (влажная уборка или мытьё). В качестве инструмента применяют веник, совок и щётку с ручкой, пылесос, ведро, швабру, поломой или механизмы с функцией влажной (паровой) мойки пола.
- Специальными шампунями удаляют грязь с коврового покрытия, свободно лежащие ковры чистят выбивалкой для ковров, пылесосом или проводят глубокую очистку в специальных условиях химчистки.
- Для мытья окон используют специальный инструмент (моп и склиз), гладкие салфетки для полировки стекла. В высотных зданиях внешнюю мойку окон осуществляют альпинисты со специальным оборудованием и страховкой.
- Посуду моют руками или в посудомоечной машине. Насухо посуду вытирают специальной тряпкой. Вытирание посуды после посудомоечной машины не требуется. Использование машинной мойки позволяет сэкономить до 100 литров воды в день в обычном домашнем хозяйстве в семье из трёх человек.
- У мебели, бытовой техники и других предметов интерьера главным объектом уборки является поверхность. Деревянную мебель полируют и обтирают. Электроприборы чистят согласно их инструкции.
- Ванные комнаты и туалеты должны подвергаться влажной уборке из соображений гигиены. Моющие средства, используемые в этих помещениях, должны содержать антибактериальные или антигрибковые компоненты.
- Для экологичной уборки в частных помещениях применяют пароочиститель, в промышленных помещениях также используются мойки высокого давления.

В ходе уборки очень важно правильно подобрать моющее средство: в зависимости от типа загрязнения стоит использовать щелочные, кислотные или нейтральные чистящие средства.
- Минеральные отложения (например, на керамической плитке, унитазах, трубах) удаляют слабо-кислотными средствами.
- Щелочными средствами очищают поверхности от масляных и жировых загрязнений.
- Нейтральными средствами называют поверхностно-активные вещества. Обычно они слабо воздействуют на жировые пятна, поэтому их пробуют использовать в первую очередь. Являясь самыми безопасными для людей, нейтральные средства повсеместно применяются в уборке, потому что исключают вероятность получения химических ожогов и коррозию поверхности.

### Охрана здоровья при уборке
От агрессивных моющих средств защищают перчатки и кремы для рук.
Следует соблюдать указания по технике безопасности при очистке электрических приборов. Они даны в инструкции к соответствующим приборам.
При выполнении высотных работ правила безопасности, применяемые на производстве, должны соответствовать приказу Минтруда России.
При выполнении работ специалистами клининговых компаний нормы труда и подъёма тяжестей должны соответствовать установленным для лиц разного пола и возраста нормативам